# Stelică Iacob Strugaru
Stelică Iacob Strugaru (n. 7 martie 1959) este un politician român, deputat în Parlamentul României în mandatul 2008-2012 din partea PD-L Botoșani.

## Controverse
În iunie 2012 a fost acuzat de Jurnalul Național pentru implicare într-un grup de contrabandă cu tutun.
Pe 19 septembrie 2013 Stelică Strugaru a fost trimis în judecată de Parchetul de pe lângă Înalta Casație și Justiție pentru conflict de interese. Acesta a fost acuzat că și-a angajat ilegal fiul la biroul parlamentar. 

## Legături externe
- Stelică Iacob Strugaru Arhivat în 21 aprilie 2024, la Wayback Machine. la cdep.ro